# Партнахкламм
Партнахкламм — ущелье на юге Германии, в Баварии. Длиной около 1 км и крутыми вертикальными стенками высотой до 86 м, через которое протекает река Партнах. Река питается водами, собираемыми с плато горной системы Цугшпитце. Причиной образования ущелья явилась тектоническая структура — антиклиналь (так называемое Вамбергерское седло). Оно возникло в эпоху Альпийского горообразования на месте дна океана, существовавшего здесь в эпоху Средего Триаса 240 миллионов лет тому назад и покрытого отложениями в виде альпийского известняка — ракушечника (Мушелькальк), трудно поддающемуся размыву.
В результате смятия в направлении на север южная сторона антиклинали стала более крутой, чем северная. При этом поверхностные слои, лежащие по краям седла, как и верхние слои антиклинали, образованы более мягкими глинистыми породами.
При таянии ледников вода, нашедшая выход из высокогорной долины по расщелине, размыла эти слои и продолжала размывать породы седла. Однако, проходя через область седла, она образовывала узкий каньон — кламм, в то время как к северу и югу река смогла выработать значительно более широкую V- образную долину с относительно пологими берегами.
До середины XIX века местные жители использовали реку для сплава леса, используемого для собственных хозяйственных нужд. Но уже в 1912 году Партнахкламм был объявлен памятником природы.
В настоящее время он используется исключительно как туристический объект, посещение которого возможно круглый год.